# République de Gourie
La République de Gourie est une république autoproclamée lors de la révolution de 1905 dans la province ouest de la Géorgie, à l’époque annexée par l’Empire russe, ayant eu pour origine le mécontentement des paysans et pour encadrement le Parti ouvrier social-démocrate géorgien. Elle se déclenche à partir d'une révolte contre la répartition des terres en 1902. Déjà, lors des décennies précédentes, plusieurs mesures ont attisé la contestation, notamment sur la fiscalité, la propriété foncière et sur l'économie en général. Le mouvement s'inscrit dans la révolution russe de 1905 pour prendre de l'ampleur. 
Lors de son existence, la république de Gourie agit de manière indépendante de l'Empire russe et établit son propre gouvernement, fait d'assemblées de villages. Une forme de justice est mise en oeuvre, dans laquelle les participants au procès votent les peines. En dépit de cette forme de sécessionnisme apparent, le mouvement ne s'oppose pas à la Russie et souhaite rester dans l'Empire. 
Si la révolution de 1905 marque un élargissement du mouvement de contestation à l'ensemble de l'Empire, celui-ci réagit par une répression de grande ampleur, qui frappe également la république de Gourie. Si cette dernière peut rassembler une petite force de Cosaques, il ne faut pas longtemps aux autorités impériales pour envoyer une armée l'écraser en 1906. Plusieurs dirigeants sont exécutés ou exilés mais d'autres jouent un rôle notable dans la république démocratique de Géorgie qui se forme entre 1918 et 1921. Enfin, l'expérience de la république de Gourie démontre la capacité d'inclure la paysannerie dans un mouvement socialiste, à rebours de la thèse marxiste traditionnelle.

Localisation de la Gourie sur le territoire géorgien actuel

## Les contextes

### L’Empire russe
La révolution de 1905 éclate à Saint-Pétersbourg le dimanche 9 janvier 1905 pour se terminer dix mois plus tard par une promesse de Constitution faite par le tsar Nicolas II. Elle a pour cause le mécontentement paysan dû à une série de mauvaises récoltes (entre 1900 et 1904), la crise des rares industries employant du personnel (entre 1901 et 1903) et le durcissement du régime par la création de l’Okhrana, la police politique.

### La Gourie
La Gourie, région de l'Ouest de la Géorgie, accédant à la mer Noire et frontalière des régions de Mingrélie, d'Iméréthie et d'Adjarie, a toujours présenté un contexte de forte turbulence politique. Après avoir constitué une principauté sur laquelle règnent les Gouriéli, elle est intégrée au royaume central de Tiflis, mais conserve une forte autonomie. L’Empire russe ne parvient à l’annexer qu’en 1810 et la rattache à  Koutaïssi (Iméréthie). En 1841, 1862 et 1886 en particulier, des révoltes éclatent, alors que la région est frontalière de l'Empire ottoman. Cette situation aux marges de l'Empire facilite l'existence de bandes armées.
Le seul recensement impérial russe de 1897 donne une population de 1 000 000 habitants, alors que la région de Koutaïssi est la deuxième la plus densément peuplée du Caucase, après la région d'Erevan. La Gourie connaît alors une forte hausse démographique jusqu'à la Première Guerre mondiale, tout en connaissant une forte ruralité. La ville principale, Ozourguéti, ne compte que 4 694 habitants. L'économie reste peu développée, concentrée autour de quelques distilleries et repose massivement sur l'agriculture. Enfin, à la différence d'autres régions de la Géorgie, la région est ethniquement très homogène, composée de Géorgiens. 
Si la population est essentiellement rurale, elle connaît un bon niveau d'instruction, avec une soixante d'écoles vers 1905, dont quatre à Ozourguéti. L'alphabétisation est donc élevée, donnant à la Gourie la réputation d'une région cultivée mais sans réelle perspective de développement, ce qui alimente une forme de frustration. Le développement du chemin de fer transcaucasien en 1872 a un impact fort sur la Gourie, connectant Tiflis aux cités portuaires de Batoumi et de Poti, permettant donc aux populations de voyager plus facilement à travers la Géorgie. Ainsi, en 1900, l'essentiel des 12 000 ouvriers de Batoumi, troisième centre industriel de la région, vient de Gourie.
Enfin, les idées du socialisme pénètrent en profondeur la Gourie. Le bolchévik Grégoire Aleksinsky, qui participe à la république, en fait une citadelle du menchévisme. Plusieurs des leaders du mouvement menchévik géorgien, qui domine le parti ouvrier social-démocrate de Russie, viennent de Gourie. Ils représentent ainsi 30 % des délégués géorgiens lors du cinquième congrès du parti social-démocrate en 1907. Plusieurs bolchéviks géorgiens, l'autre grande faction du parti social-démocrate, viennent aussi de Gourie, même s'ils sont minoritaires. En outre, les habitants de la région qui migrent vers Batoumi et Poti sont fortement exposés aux thèses socialistes et participent parfois aux grèves et autres actions de protestations dans ces villes, avant de revenir parfois en Gourie. Ainsi, après des grèves en 1902 à Batoumi, entre 500 et 600 ouvriers sont contraints de partir de la ville pour revenir en Gourie.

#### La propriété terrienne
Peu développée, la Gourie connaît aussi un problème de propriété foncière, d'autant plus du fait de la hausse de la population et de l'émancipation des serfs. Si ces derniers disposent d'une liberté élargie, ils restent dans un état de forte dépendance économique, ce qui les rend donc dépendants de leurs employeurs. 
Dans l'ensemble, les paysans ne sont propriétaires que d'1,5 dessiatine (1 dessiatine équivalant approximativement à un hectare), soit bien moins que la moyenne russe, plus proche d'une dizaine de dessiatines. Les paysans de Gourie ne disposent donc pas d'assez de terres pour vivre décemment et sont parfois contraints de vendre leurs services comme laboureurs ou bien de louer des terres supplémentaires. Ainsi, près de 60 % d'entre eux louent des terres, dont le loyer équivaut à un sixième à la moitié du produit de la récolte. Entre les années 1880 et 1900, la Gourie connaît la plus forte hausse de locations foncières de toute la Transcaucasie. 
Ce phénomène est aggravé par le nombre plus élevé de nobles en Géorgie, qui représentent jusqu'à 5,6 % de la population contre 1,4 % dans le reste de la Russie européenne. Si les plus grands propriétaires terriens doivent mettre à disposition une partie de leurs terres pour être louées, ce n'est pas le cas des propriétaires plus modestes, qui représentent jusqu'à 80 % du total de ces propriétaires. De ce fait, les terres disponibles à la location sont peu nombreuses, d'autant que les nobles rechignent à satisfaire à leurs obligations. 
Enfin, l'agriculture de la région repose très largement sur le maïs. Les autres productions que sont le vin et la soie sont des sources de revenus insuffisantes pour compenser cette dépendance. Dans les années 1880, plus d'un quart des exportations russes de maïs viennent de la région de Koutaïssi et, celle-ci produit 90 % de tout le maïs de Transcaucasie en 1901. Face aux mauvaises récoltes de l'année 1891, les exportations de maïs sont sévèrement restreintes, ce qui profite au maïs américain, devenu populaire et qui contribue à un effondrement des prix dans les années qui suivent. Enfin, une mauvaise récolte en Gourie en 1902-1903 finit d'exacerber les tensions.

## L'historique

### Formation
Selon l'historien Stephen Jones, la république de Gourie apparaît en mai 1902. À la suite d'une dispute sur des droits de pâturage dans le village de Nigoiti entre les paysans et le noble local, le prince Machutadze, les paysans se réunissent et décident d'arrêter de travailler sur les terres du prince et de payer le loyer. Ce sont près de 700 paysans, soutenus par d'anciens ouvriers de Batoumi, qui se rassemblent à l'instigation de Grigol Uratadze, un membre du parti social-démocrate. Toutefois, cette formation politique refuse d'apporter son soutien en raison des signes religieux brandis lors de la manifestation. Plus largement, le parti reste persuadé que le mouvement socialiste dépend plus des ouvriers que des paysans. Nikolay Chkheidze, un menchévik présent à Batoumi, affirme que les sociaux-démocrates ne peuvent accompagner un mouvement paysan. Toutefois, deux autres menchéviks, Noe Zhordania et Silibistro Jibladze, se joignent au mouvement. Les paysans demandent alors des droits de pâturage gratuits, une baisse des loyers et la fin des impôts au clergé.
Le mouvement connaît une importance croissante. Des réunions se tiennent régulièrement et, au printemps 1903, près de la moitié de la région se reconnaît dans la république de Gourie. Vingt des 25 sociétés rurales, des formes de petits gouvernements municipaux, boycottent alors les propriétaires terriens. Ce boycott s'étend en janvier 1904 aux institutions gouvernementales et religieuses avec un appel à s'emparer de terres.
Les autorités réagissent par l'arrestation de plus de trois cents personnes. Plusieurs, dont Zhordania et un autre Menchévik sont exilés en Sibérie, ce qui ne fait qu'attiser la colère. Les paysans sont prêts à user de violence pour amplifier leur mouvement mais les leaders ne souhaitent pas s'engager sur cette voie. Les sociaux-démocrates géorgiens acceptent finalement de soutenir le mouvement en mai 1903. Ils créent un comité distinct pour les travailleurs agricoles qui se concentre sur la Gourie et doit concilier le marxisme avec l'idée d'un soulèvement paysan. Si les représentants de l'Empire russe demeurent en Gourie, leur autorité est alors presque nulle.

### La révolution de 1905
Le 9 janvier 1905, l'éclatement d'une révolution à l'échelle de l'Empire a des répercussions fortes sur la Gourie, dans le contexte de la défaite lors de la guerre russo-japonaise. Des actions terroristes interviennent en Géorgie avec des postes de police et des centres administratifs incendiés, en particulier ceux détenant les registres fonciers. Au début de l'année, huit officiers de police sont présents en Gourie. L'un d'entre eux est tué, un autre blessé, deux s'enfuient et les quatre derniers démissionnent. Le gouverneur général du Caucase, Yakov Malama, alerte les autorités impériales de la situation dégradé en Gourie, prenant le caractère d'une rébellion. Il demande une aide militaire pour la réprimer. Dans l'attente d'une réponse, il ordonne à Maksud Alikhanov-Avarsky d'intervenir militairement dans la province. Connu comme un officier brutal, il déclare la loi martiale en février 1905, avant d'être nommé comme gouverneur de la province de Koutaissi quelques jours plus tard. Finalement, la pétition de représentants géorgiens auprès de Malama convainc celui-ci de renoncer à l'intervention militaire et d'opter pour la négociation.

### Réaction tsariste

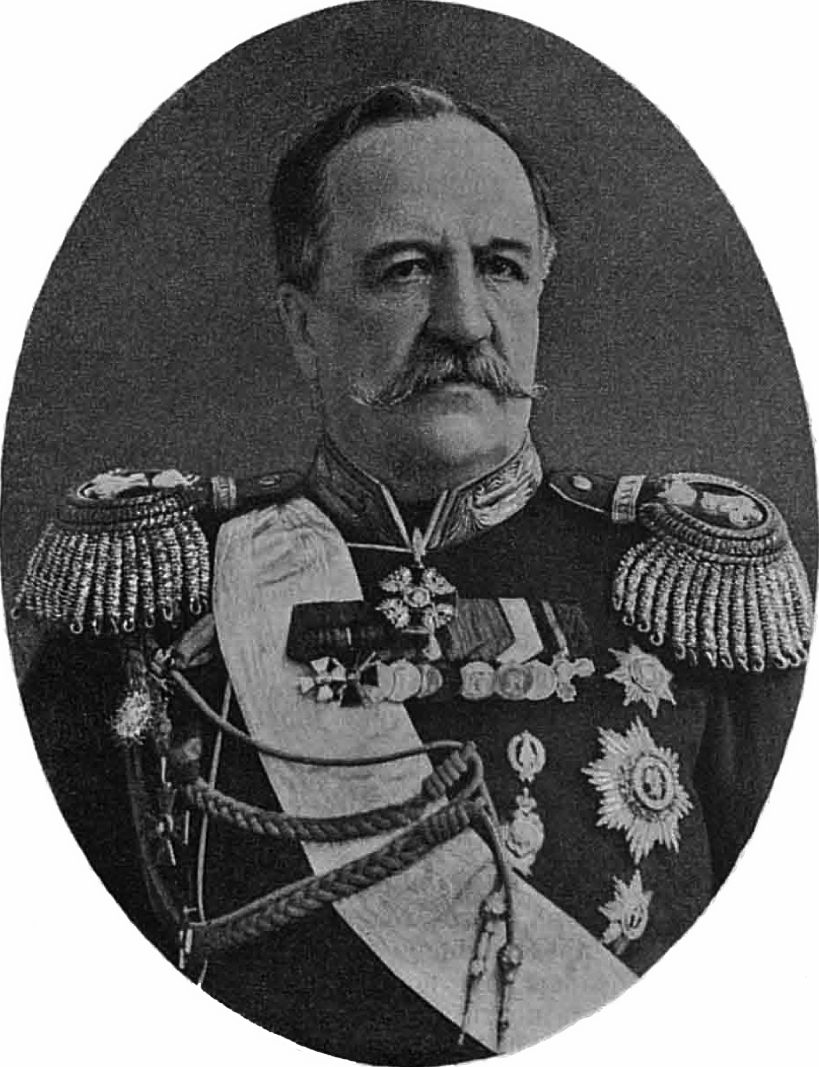
Portrait d'Illarion Vorontsov-Dachkov, vice-roi du Caucase à la réputation de modération.

A la fin du mois de février, le régime tsariste nomme Illarion Vorontsov-Dachkov comme vice-roi du Caucase, avec des prérogatives étendues pour mater les rébellions en cours, dont celle de Gourie. En effet, dans les années 1880, dans une perspective de centralisation, le régime tsariste a fait évoluer la vice-royauté du Caucase en un gouvernorat aux pouvoirs moins étendus. Vorontsov-Dashkov est vu comme plus modéré qu'Alikhanov-Avarsky. Il préfère envoyer un représentant, Sultan Krym-Girei, pour recueillir les doléances des habitants de la Gourie. Sultan Krym-Girei passe quelques semaines dans la région, participant à des assemblées dans lesquelles il affirme la volonté de Vorontsov-Dashkov de répondre à leurs demandes et de faire des concessions. Toutefois, les rebelles continuent d'étendre leurs actions jusqu'aux environs directs de Tiflis et Krym-Girei est rappelé rapidement.
Malgré ce rappel précoce, Krym-Girei parvient à traiter quelques questions importantes, notamment des demandes économiques et politiques. Surtout, il confirme le souhait des habitants de ne pas remettre en cause leur appartenance à l'Empire russe. Comme le note l'historien David Marshall Lang, leur souhait semble plutôt d'évoluer d'un statut de colonisés vers celui de citoyens jouissant des mêmes droits que les habitants de la Russie européenne. Toutefois, Krym-Girei estime les demandes exorbitantes, considérant que même la Constitution française ne suffirait pas à les satisfaire. Il fait quatre recommandations au vice-roi : le remplacement des représentants nommés par des individus élus ; la création ou la restauration des bibliothèques ; le retour des individus condamnés à un exil administratif et le retrait des militaires stationnés dans la région. Seules les deux premières propositions sont mises en place.
En mai, Vorontsov-Dashkov nomme Vladimir Staroselski comme nouveau gouverneur de la province de Koutaissi, avec pour mission de mener à bien une réforme foncière. Agronomiste, Staroselski a précédemment travaillé en Géorgie contre la prolifération du phylloxéra et est réputé libéral. Il accepte la fonction à la condition que soit mis fin à la loi martiale et à l'arbitraire du comportement de certains fonctionnaires, qui ont pu procéder notamment à des détentions arbitraires. Il va jusqu'à reconnaître une certaine légitimité à la république de Gourie en participant à des réunions, en libérant certains prisonniers et en utilisant des trains gérés par des comités locaux. Selon Uratadze, il se distingue alors dans l'intelligentsia russe et géorgienne par son idéalisme.

### Fin de la République
Malgré ces circonstances, les troubles persistent tout au long de l'année 1905. De ce fait, les autorités tsaristes déploient l'armée à partir du mois d'août pour restaurer l'ordre dans l'est de la Géorgie. Des morts sont dénombrés, ce qui accroît les tensions et la Gourie commence à s'armer et à couper toutes communications avec les régions alentour. La parution du Manifeste d'Octobre par le tsar Nicolas II, qui précède la première Constitution de l'Empire, garantir la liberté d'expression, la liberté de réunion et la création de la Douma comme assemblée représentative. Cet événement apaise les tensions pour un temps, tandis que l'administration caucasienne y voit la victoire des thèses libérales qu'elle promeut, ainsi que la consécration de l'inutilité de l'usage de la force en Gourie. Staroselski se rend alors dans la région pour discuter avec les leaders de la contestation pour un terme à celle-ci. Toutefois, ces derniers préfèrent attendre de voir la correcte application du manifeste d'Octobre avant de mettre un terme à leur mouvement,. 
Si cette position conforte une forme de statu quo, les tensions persistent entre les paysans et les représentants du gouvernement. Vorontsov-Dashkov repart sur une option militaire et envoie une centaine de Cosaques, repoussés par quelques milliers de rebelles le 20 octobre, à Nasakirali. Face à cet échec, Staroselski et ses partisans en profitent pour tenter de dissuader le vice-roi de mener de nouvelles actions militaires.
Dans les dernières semaines de l'année, l'autorité tsariste se renforce à Saint-Pétersbourg et à Moscou. Avec la fin de la guerre contre le Japon, le tsar se sent prêt à user de la force contre les rebelles, d'autant qu'il a le sentiment que les promesses de réformes libérales n'ont eu que peu d'effets. Une grève générale se déclenche à Tiflis en décembre, tandis que les lignes ferroviaires et télégraphiques sont coupées à Koutaïssi. Dans le même temps, Vorontsov-Dashkov nomme Malama comme gouverneur de Tiflis mais le remplace vite par Alikhanov-Avarsky avec pour mission de restaurer l'ordre dans la ville, peu importent les moyens. Les rebelles se tournent alors vers l'est et s'emparent du col de Sourami, par lequel passe l'unique ligne ferroviaire entre l'ouest et l'est de la Géorgie. Dès lors, ils peuvent contrôler le passage de n'importe quel train et couper l'ouest de la Géorgie du reste de l'Empire russe.
La répression des soulèvements en Russie libère militairement les autorités impériales, qui peuvent dès lors intervenir en Géorgie. Dès le mois de janvier 1906, Staroselski est congédié et remplacé par Alikhanov-Avarsky. Celui-ci fait arrêter son prédécesseur en raison de son échec à résoudre la crise. Il ne tarde pas à faire preuve de fermeté pour restaurer l'ordre dans la région. Il passe en force pour atteindre Koutaïssi au milieu du mois de janvier et proclame sa volonté de restaurer l'ordre par la force si besoin. Au milieu du mois de février, une vingtaine de bataillons d'infanterie, un escadron de cosaques et vingt-six canons sont envoyés en Gourie. Les habitants sont forcés de jurer allégeance au tsar, sous peine d'exil sibérien ou de mort.
A la mi-mars, la République de Gourie cesse effectivement d'exister. La répression a été particulièrement brutale, avec des centaines de bâtiments détruits et 300 déportés en Sibérie, ainsi qu'un nombre inconnu de personnes tuées. Un rapport du journal des sociaux-démocrates affirme qu'Ozourguéti est une ville fantôme et que de nombreuses habitations ont été brûlées dans différents villages. Pendant plusieurs mois, une occupation militaire frappe la région. Dans une intervention à la Douma en 1909, Evguéni Guéguétchkori, qui représente Koutaïssi, affirme qu'en huit mois d'occupation, les amendes ont atteint la somme de 80 000 roubles, tandis que 381 habitations et 400 magasins ont été détruits. Des tribunaux militaires ont par ailleurs fonctionné en août 1906, prononçant 73 condamnations à mort, 62 condamnations aux travaux forcés et quatre condamnations à l'exil.

## Organisation
Le république de Gourie s'appuie sur le système villageois, organisé en conseils municipaux qui disposent d'une autorité très large et servent également de tribunaux. Ils se réunissent d'abord de façon irrégulière puis toutes les semaines  à partir de 1905. Ces conseils disputent de sujets très divers, de l'interdiction des mariages et funérailles dispendieuses aux programmes des écoles. De plus en plus politiques, ils peuvent durer des heures, voire des jours. Selon Nikolai Marr, si les paysans y prennent une part active, ils restent dominés par les ouvriers venus des villes.
Au sein d'un village, des cercles sont créés. En moyenne, dix cercles concernent 90 foyers. Chaque foyer peut élire un atistavi (ათისთავი). Ces atistavis choisissent ensuite un asistavi qui élisent des représentants ruraux et finalement des représentants régionaux. Chaque habitant doit participer financièrement ou par sa force de travail à la communauté.
Les représentants régionaux sont en contact direct avec le comité social-démocrate de Gourie, qui sert de gouvernement parallèle. La Gourie est divisée en cinq régions, chacune gérée par un membre du comité, même si l'assemblée villageoise garde l'autorité suprême. Des commissions sont constituées pour établir les loyers et garantir les droits de pâturages sur les terres confisquées. C'est Bénia Tchkhikvichvili, 24 ans, social-démocrate, Menchevik, qui est élu comme président de la Gourie. Selon Jones, dans tous les comités, il n'apparaît jamais que des signes nationalistes ou anti-russes soient exprimés, dès lors que la Russie reste perçue comme garante de la défense face à une invasion des Ottomans.
La question du soutien à une révolte agricole cause d'importantes dissensions parmi les sociaux-démocrates russes, tandis que les paysans souffrent d'être exclus par une partie de cette formation. Cette crise attise la division entre les Bolcheviks et les Mencheviks à l'occasion du deuxième congrès du parti en août 1903. Les premiers souhaitent restreindre l'accès au parti, tandis que les Mencheviks sont prêts à l'ouvrir à des membres issus notamment de la paysannerie. Ces débats se retrouvent en Géorgie mais épargnent largement la république de Gourie.
Rapidement, les idéaux de la république de Gourie se diffusent, en particulier dans la région de l'Iméréthie. Dès l'été 1904, elle voit le développement de près de 600 cercles qui gagnent bientôt la région de Mingrélie. A la fin de l'année 1904, une taxe spéciale est levée en Gourie pour acheter des armes, ce qui inquiète les autorités tsaristes. Des détachements rouges sont constitués dans la région et l'essentiel des habitants masculins sont armés, sans réellement constituer une force armée digne de ce nom. En effet, si près de 2 000 fusils sont en circulation, leur état de fonctionnement est extrêmement disparate et les munitions rares.

### Système judiciaire

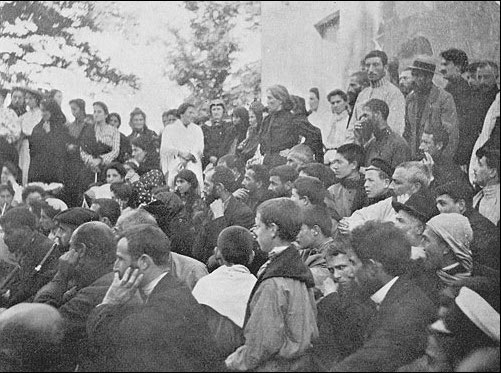
Un tribunal populaire à Ozourguéti.

L'une des originalités de la république de Gourie reste son organisation juridique. Profitant de l'incurie juridique du système impérial, réputé inefficace et corrompu, une justice parallèle s'instaure dans les communautés villageoises. Celle-ci, en partie improvisée, ne peut éviter d'être instrumentalisée et de se rendre coupable d'erreurs. En effet, bien des individus s'en servent pour poursuivre des vengeances personnelles, sachant que les sanctions sont votées à la majorité, avec la participation des femmes.
Si la peine de mort est possible, elle n'est pas utilisée. L'isolement est la peine la plus lourde à être prononcée. Dans ce cas, l'individu concerné est en quelque sorte boycotté par la population, ce qui est considéré comme une peine particulièrement infamante, équivalant à une exclusion de toute forme de vie sociale. Parfois, il arrive même que le tribunal ad hoc prononce l'exil des individus. Parmi les autres peines rapportées, des paysans reconnus coupables d'adultère doivent chevaucher nu un âne à travers le village, tout en devant exprimer leur culpabilité et leur promesse d'une vie meilleure. Face à cette justice parallèle, la police tsariste reste incapable d'intervenir. L'historien Villari rapporte qu'à l'occasion d'une sentence, ce sont près de deux cents individus qui se rassemblent. Un marchand reconnu coupable d'adultère et condamné à l'exclusion sociale fait alors appel. Finalement, après débats, le tribunal décide d'annuler la première sentence à la majorité simple.

## Suites
Si des protestations se poursuivent jusqu'en 1907, la république de Gourie cesse véritablement d'exister en 1906. En revanche, cette expérience de gouvernement socialiste dans une province géorgienne présage l'établissement à venir de la république démocratique de Géorgie, dans le contexte de la révolution russe de 1917. En effet, plusieurs des dirigeants de cette république éphémère, finalement incorporée dans l'URSS en 1921, ont participé, de près ou de loin, à l'expérience en Gourie. Par ailleurs, la répression russe laisse des traces et tant Vorontsov-Dashkov qu'Alikhanov-Avarsky sont la cible de tentatives d'assassinats. Le premier est blessé à plusieurs reprises mais adopte une politique plutôt tolérante. Il est finalement remplacé en 1916 par le Grand Duc Nikolaïevitch, chargé de mener la campagne du Caucase dans le contexte de la Première Guerre mondiale. Quant à Alikhanov-Avarsky, il est assassiné par un groupe d'Arméniens en juillet 1907. Enfin, Bénia Tchkhikvichvili, le président de la république de Gourie, tente de fuir mais il est finalement arrêté et condamné à quatre ans de prison à l'issue d'un procès tenu en 1908 à Odessa.

## Héritage
La République de Gourie est qualifiée par l'historien Jones comme le mouvement paysan le mieux organisé et le plus efficace au sein de l'Empire russe. Située aux marges de celui-ci, les autorités peinent à réagir à ce soulèvement et à s'en donner les moyens, ce qui permet à la république de s'établir pendant un temps certain. Pour Jones, l'homogénéité ethnique et sociale facilite la pérennité de ce mouvement, à la différence d'autres régions de Géorgie, souvent peuplées d'ethnies diverses et avec une moindre représentation dela classe paysanne. 
L'influence du socialisme, et de ce qui s'appelle alors le mouvement social-démocrate, joue un rôle fondamental, alors qu'il commence à prospérer au sein de l'intelligentsia géorgienne. Cependant, Jones relativise le poids du marxisme dans ce mouvement et rappelle que l'essentiel des protagonistes sont des paysans aux pratiques religieuses affirmées et qui se battent surtout pour détenir leurs propres terres. Lee est plus mesuré et estime qu'il s'agit d'une forme de premier test dans l'application pratique du marxisme, plus important encore que la Commune de Paris.
La République de Gourie a un fort impact sur le mouvement social-démocrate géorgien. Plusieurs des figures centrales de la république démocratique de Géorgie (Noé Jordania, Noé Ramichvili, Grigol Ouratadzé et Bénia Tchkhikvichvili), entre 1918 et 1921, ont fait leurs armes en Gourie. Les Mencheviks reconnaissent d'ailleurs l'influence de cet événement dans leur histoire, à l'image d'Akaki Tchenkéli qui affirme, en 1918, que « le mouvement en Gourie est l'étape la plus importante dans le développement de la social-démocratie géorgienne, en la forçant à prendre en compte la paysannerie ». Ainsi, les sociaux-démocrates géorgiens incorporent de plus en plus de paysans dans leurs rangs, contribuant à atténuer la contradiction théorique entre le développement du marxisme et la persistance d'une société géorgienne largement rurale et non ouvrière. Si la république de Gourie n'explique pas seule les succès à venir des Mencheviks et surtout des Bolcheviks, elle ouvre en quelque sorte la voie vers l'affirmation du communisme dans un Empire russe pourtant largement paysan.

## Sources
- (ka) Cet article est partiellement ou en totalité issu de l’article de Wikipédia en géorgien intitulé « გურიის რესპუბლიკა » (voir la liste des auteurs).

- (en) Cet article est partiellement ou en totalité issu de l’article de Wikipédia en anglais intitulé « Gurian Republic » (voir la liste des auteurs).
- (en) The Gurian « Republic »
- (en) S.F. Jones, « Marxism and Peasant Revolt in the Russian Empire: The Case of the Gurian Republic », The Slavonic and East European Review, vol. 67-3,‎ 1989, p. 403-434
- (en) Stephen Jones, Socialism in Georgian Colors: The European Road to Social Democracy 1883–1917, Harvard University Press, 2005 (ISBN 978-0-67-401902-7)
- (en) Eric Lee, The Experiment: Georgia's Forgotten Revolution, 1918–1921, Zed Books, 2017 (ISBN 978-1-78699-092-1)
- (en) Alice Pate, « Generational Conflict and the Gurian Republic in Georgia to 1905 », The Soviet and Post-Soviet Review, vol. 32,‎ 2005, p. 255-268
- (en) Donald Rayfield, Edge of Empires: A History of Georgia, Reaktion Books, 2012 (ISBN 978-1-78-023030-6)
- (en) Ronald Suny, The Making of the Georgian Nation, Indiana University Press, 1994 (ISBN 978-0-25-320915-3)
- (en) Luigi Villari, Fire and Sword in the Caucasus, Londres, Fisher Unwin, 1906